# Cinmethylin
Cinmethylin (ISO-naam; merknaam: Cinch of Argold) is een herbicide voor de selectieve controle van grassen in rijst en andere bedektzadige voedselplanten. Het is een benzyletherderivaat van het natuurlijke plantenterpeen 1,4-cineool.
Cinmethylin werd rond 1989 geïntroduceerd. Het werd ontwikkeld door de Shell Chemical Company in de jaren 1980. Het werkingsmechanisme van de stof was lange tijd niet duidelijk. Het bleek later dat het enzym asparaginesynthetase het doelwit van cinmethylin is. Dat enzym katalyseert de vorming van het essentiële aminozuur L-asparagine. Zowel cinmethylin als het natuurlijke 1,4-cineool inhiberen het enzym en remmen aldus de plantengroei.
Het is anno 2013 niet opgenomen in de lijst van toegelaten gewasbeschermingsmiddelen in de Europese Unie.